# Jerzy Opara
Jerzy Opara (n. 21 august 1948, Varșovia, Polonia) este un canoist ce a reprezentat Polonia, medaliat olimpic. A participat la 2 ediții ale Jocurilor Olimpice (1972, 1976) în care a câștigat o medalie de argint.